# Valluikslag

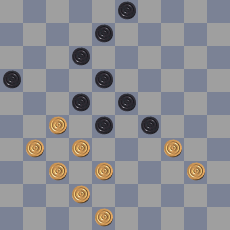
De valluikslag

De valluikslag is een combinatie die bij het dammen een rol speelt. Een andere Franse, maar ook in Nederland niet onbekende, naam voor de valluikslag is de coup de la trappe.
Zie het diagram. Wit wint door 31-26 (22x31) 26-21 (16x27) 37x26! Deze slag doet denken aan het opengaan van een valluik. (28x37) 42x2.